# Исмаил ибн Муса Менк
Исмаи́л ибн Му́са Ме́нк, известен как Му́фтий Менк (араб. إسماعيل بن موسى منك‎; род. 27 июня 1975, Солсбери, Зимбабве) — исламский проповедник, муфтий Зимбабве. Возглавляет отделение фетв Совета исламских лидеров Зимбабве.
В 2013, 2014 и 2017 годах входил в список 500 наиболее влиятельных мусульман, ежегодно составляемый расположенным в Иордании Королевским институтом исламской мысли Аль аль-Байт. В 2018 году вышел сборник его высказываний — «Мотивационные моменты», через год вышло второе издание книги.

## Биография
Родился 27 июня 1975 года в Хараре (Солсбери, Зимбабве). Там же получил начальное образование. Ещё будучи юным под руководством отца выучил наизусть весь Коран, обучил фикху ханафитского мазхаба, а также изучил арабский и урду.